# Сизиній
Сизиній (лат. Sisinnius; ? — 4 лютого 708, Рим) — вісімдесят сьомий папа Римський (15 січня 708—4 лютого 708), за походженням сирієць, пробув на престолі 21 день, тяжко хворів на подагру, проте мав сильний характер і мав намір зробити багато доброго для церкви. Дав наказ заготувати вапно для ремонту стін Рима.